# Assen Zlatev
Ássen Ivanov Zlatev (em búlgaro:  Асен Иванов Златев; 23 de maio de 1960, em Zarimir, província de Plovdiv) é um búlgaro, campeão mundial e olímpico em halterofilismo.
Zlatev ganhou medalha de ouro nos Jogos Olímpicos de Moscou, em 1980, que contou como Campeonato Mundial também, na categoria até 75 kg, com 360 kg no total combinado (160 no arranque e 200 no arremesso), a frente do soviético Alexandr Pervi, com 357,5 kg (157,5+200).
Assen Zlatev foi campeão mundial também em 1982 e em 1986, na categoria até 82,5 kg.
Recordes

Estabeleceu dez recordes mundiais — quatro no arranque, três no arremesso e três no total combinado, nas categorias até 75 kg e 82,5 kg. Seus recordes foram:
| Data       | Disciplina | Marca    | Classe de peso | Lugar     |
| 01.02.1980 | Arranque   | 158 kg   | –75 kg         | Varna     |
| 01.02.1980 | Arranque   | 160,5 kg | –75 kg         | Varna     |
| 01.02.1980 | Total      | 352,5 kg | –75 kg         | Varna     |
| 29.04.1980 | Arremesso  | 197,5 kg | –75 kg         | Belgrado  |
| 29.04.1980 | Total      | 355 kg   | –75 kg         | Belgrado  |
| 24.07.1980 | Arremesso  | 205,5 kg | –75 kg         | Moscou    |
| 24.07.1980 | Total      | 360 kg   | –75 kg         | Moscou    |
| 23.09.1982 | Arranque   | 180 kg   | –82,5 kg       | Ljubljana |
| 12.11.1986 | Arremesso  | 225 kg   | –82,5 kg       | Sófia     |
| 14.12.1986 | Arranque   | 183 kg   | –82,5 kg       | Melbourne |

Assen Zlatev entrou para a produção de queijos. Desde 2000 ele é cidadão honorório de Plovdiv.